# Oceans and
Oceans and ist ein Jazzalbum von Tim Berne, Hank Roberts und Aurora Nealand. Die am 9. August 2022 in New York City entstandenen Aufnahmen erschienen am 21. April 2023 auf Intakt Records.

## Hintergrund
Der Altsaxophonist Tim Berne spielte das Album mit einem neuen Trio ein, das er mit der Multiinstrumentalistin Aurora Nealand und dem Cellisten Hank Roberts gründete. Alle Stücke stammen zunächst aus der Feder von Berne.
Mit dem Album Lucid/Still (2024) setzten die drei Musiker ihre Zusammenarbeit fort.

## Titelliste
- Tim Berne, Hank Roberts, Aurora Nealand: Oceans and (Intakt CD 403)[2]

1. The Latter 7:02
2. Framed 4:07
3. Eez 5:32
4. Low Strung 3:26
5. Clustard 5:51
6. Mortal and Pestered 5:42
7. Frosted 6:30
8. Fess 5:16
9. 10tious 12:19
10. Sutile 7:16
11. Partial 2 4:23
12. Peeled 4:40

Die Kompositionen stammen von Tim Berne, Hank Roberts und Aurora Nealand.

## Rezeption

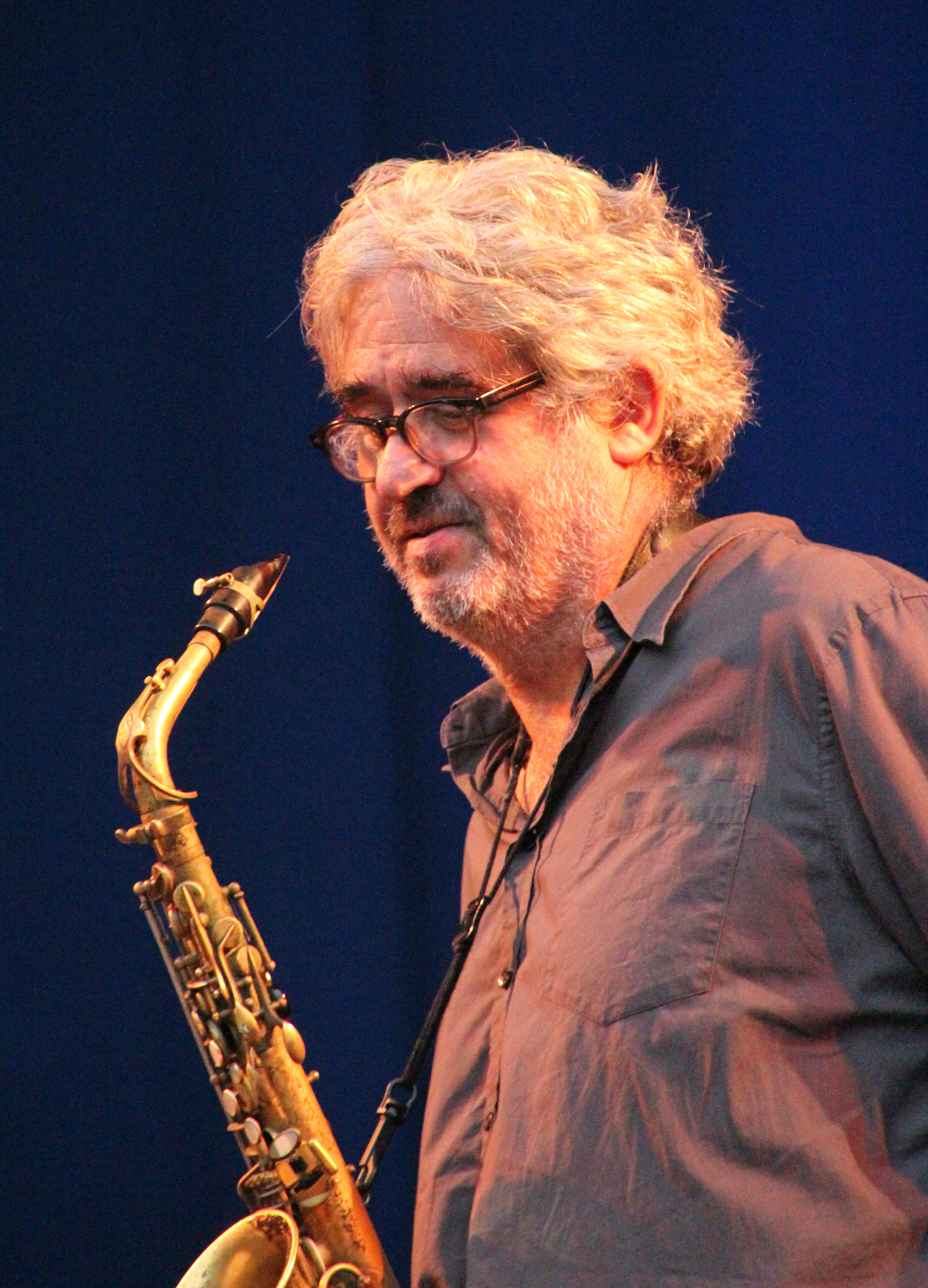
Tim Berne (2016)

Wegen Leuten wie Tim Berne werde der Jazz immer das bleiben, was ihn von anderen Genres grundlegend unterscheidet: eine Musik voll rauer Schönheit, radikal, roh, unpopulär, kompliziert, tiefgründig, klar, mutig, geheimnisvoll, nachdenklich und faszinierend, meinte Reinhard Köchl in Jazz thing. Das Album sei ein „klangliches Abenteuer erster Güte, eine gezielte Manipulation von Klang und Raum, für herzliche, vertraute Kommunikation, reine Improvisation, Nervenkitzel und tiefgründige Vorstellungskraft“. Berne sei seinem künstlerischen Ideal von der absoluten Freiheit noch nie so nah wie hier gewesen.
Das hier versammelte Kammertrio, in dem der in Brooklyn lebende Musiker neben einem Zeitgenossen von ihm, dem erfahrenen ehemaligen Bill-Frisell-Cellisten Hank Roberts aus der Downtownszene, und der eigenwilligen Akkordeonistin und Holzbläserin Aurora Nealand auftritt, biete eine Art klangliches Experimentieren, schrieb Selwyn Harris in Jazzwise. Dies sei größtenteils der europäischen Avantkammermusik näher als dem Jazz. Jene Berne-Fans, die beispielsweise das Snakeoil-Projekt und seine jüngsten Duos mit dem Gitarristen Gregg Belisle-Chi (Mars, 2022) und dem Pianisten Matt Mitchell (One More Please, 2022) goutieren, dürften darin eine interessante Abwechslung finden.